# Rodewisch
Rodewisch település Németországban, azon belül Szászország tartományban. Lakosainak száma 6396 fő (2023. december 31.). Rodewisch Steinberg, Lengenfeld és Treuen községekkel határos.

## Népesség
A település népességének változása:
| Lakosok száma | 6445 | 6359 | 6260 | 6451 | 6396 |
|               | 2017 | 2019 | 2021 | 2022 | 2023 |